# Nicole Scherzinger
Nicole Prescovia Elikolani Valiente Scherzinger (Honolulu, Havaji, 29. lipnja 1978.) američka je pjevačica, tekstopisac, plesačica, model i glumica. Poznata je kao vodeća vokalistica grupe Pussycat Dolls. Prije te grupe bila je članica grupa Days of the New te Eden's Crush. Nakon raspada tih bendova, pridružila se grupi Pussycat Dolls te je postala vodeća vokalistica grupe. Pussycat Dolls su izdale dva albuma PCD i Doll Domination te bile na nekoliko koncertnih turneja. Nakon što je napustila grupu u prosincu 2010. godine, Scherzinger je počela solo karijeru, te je u ožujku 2011. objavila svoj debitanski solo album Killer Love. Drugi singl s albuma, "Don't Hold Your Breath" je dostigao prvo mjesto UK Singles Charta, što je Scherzingin prvi solo singl na vrhu te liste.
Početkom 2010. godine proglašena je pobjednikom desete sezone emisije Dancing with the Stars. Scherzinger će se pojaviti kao sudac u američkoj verziji hit emisije The X Factor .

## Životopis
Nicole Scherzinger je rođena u Honolulu, Hawaii od majke Rosemary te oca Alfonsa koji je filipinskog podrijetla. Njena majka je imala 18 godina kad je rodila Nicole. Njeni roditelji su se razveli kad je Nicole bila beba. Kada je imala 6 godina, s majkom, očuhom i polusestrom se preselila u Louisville, Kentucky. Scherzinger je počela 
pohađati Youth Performing Arts školu.

### 2001–03: Eden's Crush
U početku karijere Scherzinger je bila članica grupe Eden's Crush, no usprkos ne tako uspješnim hitovima napustila je grupu jer je bila nesretna. Njihov singl iz 2001. "Get Over Yourself (Goodbye)" je ušao u top 10 Billboarda Hot 100. Nakon raspada te grupe, pod umjetničkim imenom Nicole Kea je snimila obradu pjesme "Breakfast in Bed" za soundtrack filma Prvih 50 poljubaca.

### 2003–06: The Pussycat Dolls iPCD
U svibnju 2003. Nicole se pridružila grupi Pussycat Dolls. 12. rujna 2005. njihov debitanski album  PCD je pušten u prodaju. Album se plasirao na peto mjesto Billboarda 200, te se širom svijeta prodao u devet milijuna primjeraka. Prvi singl s albuma Don't Cha ostaje njihov najveći hit. Ostali singlovi s albuma su: "Stickwitu", "Beep","Buttons", "I Don't Need A Man", te "Wait a Minute". 

### 2006–09:Her Name Is NicoleiDoll Domination
Od 2006. do 2008. godine Nicole je radila na svom samostalnom albumu Her Name Is Nicole. Snimila je i napisala približno 100 pjesama za album koji je trebao biti objavljen u 2007. godini, no odgođen je za 16. listopada 2008. godine, zatim za 2009. godinu, da bi na kraju ostao neobjavljen. Glavni razlog što album nije realiziran je neuspjeh singlova koji su ga najavljivali. Pjesma "Whatever U Like" (feat. T.I.) doživjela je neočekivano loš uspjeh dospjevši na 104. mjesto američke ljestvice Billboard Hot 100 dok je pjesma "Baby Love" (feat. will.i.am) postigla uspjeh u Europi, ali to nije uspjela ostvariti u Americi. Ostala dva singla, "Supervillain" (feat. Mad Scientist) i "Puakenikeni" (feat. Brick & Lace), također nisu ostvarili dobar uspjeh. Svoj drugi studijski album Doll Domination Pussycat Dolls su izdale 22. rujna 2008. godine. Neke pjesme, kao što su "Happily Never After" i "Who's Gonna Love You", su snimljene za Scherzingin solo album, ali su ipak našle na albumu grupe. Glavni singl s albuma "When I Grow Up" se plasirao na deveto mjesto Billboarda Hot 100, te je i u ostatku svijeta imao sličan uspjeh. 2010. godine, u intervju za X magazin je otkrila da je drugi singl s drugog studijskog albuma Pussycat Dollsa "I Hate This Part" zapravo bio snimljen za njen solo album. U siječnju 2009. Pussycat Dolls su krenule na njihovu drugu svjetsku koncertnu turneju Doll Domination Tour. Lady GaGa je nastupala kao predgrupa na nastupima u Europi i Australiji. U travnju 2010. u intervju za magazin Billboard Nicole je potvrdila da će album Doll Domination dobiti reizdanje. U Europi album je reizdan s 3 ili 4 nove pjesme 
. U Australiji album je ponovo izdan pod nazivom Doll Domination 2.0. U kolovozu je izdata novo reizdanje album pod nazivom Doll Domination 3.0, s dvije nove pjesme: svjetski hit "Jai Ho! (You Are My Destiny)" (koji se pojavio na soundtracku filma Milijunaš s ulice) te euro-pop remiks pjesme "Hush Hush; Hush Hush"

### 2010:Killer LoveiThe X Factor
Scherzinger je potvrdila da je snimila pjesmu s gitaristom Slashom za njegov debitanski solo album Slash, koji je izdat u travnju 2010. 14. listopada 2010. Scherzingin novi singl "Poison" je debitirao na njenom websitu te YouTubu kanalu. 29. studenog 2010. izdat je kao singl. "Poison" se plasirao na treće mjesto britanske ljestvice. Drugi singl s albuma, "Don't Hold Your Breath" je izdat 13. ožujka 2011. te je debitirao na prvom mjestu britanske ljestvice. 6. lipnja 2011. je izdat treći singl "Right There", u kojem se pojavljuje reper 50 Cent. Singl je također izdan u Sjevernoj Americi kao 24. svibnja 2011.
5. svibnja 2011. objavljeno je da će Scherzinger zamijeniti Cheryl Cole kao sutkinja američke verzije The X Factora. Ostali sudci su Paula Abdul, Simon Cowell i L.A. Reid. U rujnu 2011. će početi prikazivanje X-Factora na FOX televiziji.

## Druga pojavljivanja
Scherzinger je imala ostvarila nekoliko manjih uloga u serijama i filmovima. Pojavila se u serijama Half & Half, My Wife and Kids, Sabrina, the Teenage Witch, Chasing Papi, Be Cool i Cane te filmu iz 2003. Love Don't Cost a Thing. Također se pojavila u seriji Nickelodeon kanala Big Time Rush. 2006. pojavila se u reklami za "Bench Body" brend. Pojavila se i u reklami za Nike košarkašem LeBron Jamesom. 2010. pojavila se u reklami za C&A kampanju. Krajem 2009. objavljeno je da Scherzinger radi sa Andrew Lloyd Webberom na mjuziklu Love Never Dies. U prosincu 2009. Scherzinger se pojavila kao celebrity sudac na emisiji The Sing-Off. 1. ožujka 2010. objavljeno je da će se Scherzinger pojaviti kao natjecatelj u emisiji Dancing with the Stars te da će joj partner biti Derek Hough. 25. svibnja 2010. Nicole i Derek su proglašeni pobjednicima desete sezone Plesanje sa zvijezdama. 2010. Nicole se pojavila u seriji Kako sam upoznao vašu majku kao Jessica Glitter, prijateljica Robin Scherbatsky. Scherzinger igra ulogu Lilly u trećem nastavku Ljudi u crnom, koji će biti izdan 25. svibnja 2012. godine.

## Privatni život
Scherzinger je 2000. godine upoznala Nicka Hexuma, jednog od vodećih vokala benda 311, iza pozornice koncerta grupe Days of the New. Bili su u vezi te su se kasnije zaručili, ali prekinuli su 2004. godine. Ona im je bila inspiracija za njihovu pjesmu "Amber" te se pojavila u spotu. Također je bila u vezi s glumcem Talanom Torrierom od 2005. do 2007. godine.

Od svibnja 2008. godine Scherzinger je bila u vezi sa svjetskim prvakom Formule 1, Lewisom Hamiltonom. U rujnu 2009. godine izvješteno je da se par razišao jer Lewis nije bio spreman osnovati obitelj. Međutim, na Velikoj nagradi Italije 13. rujna 2009. godine izjavio je da su jako zaljubljeni i da su definitivno još zajedno te je opovrgnuo prijašnje izjave. Četiri mjeseca kasnije, 11. siječnja 2010. godine potvrđeno je da su se Scherzinger i Hamilton razišli kako bi se usredotočili na svoje kerijere, ali da su ostali prijatelji. Glasnogovornik para je izjavio: 
»Tužno je to jer su voljeli jedno drugo. Kad biste ih vidjeli zajedno uvijek bi se smijali. (...) No, morali su biti realniji. Nije bilo moguće da njih dvoje nastave svoje karijere i ostanu zajedno – postajalo je prestresno. Nitko nije upleten među njih, jednostavno njihove karijere su im se ispriječile.«

No, nakon što su viđeni zajedno 23. veljače 2010. godine u Hollywoodu, The Sun je objavio da su Nicole i Lewis ponovo zajedno. Nicole je nagovijestila da bi ove godine moglo biti vjenčanja, što ukazuje na to da su zaručeni. Dok je bila u trgovini odjeće prodavačica je upitala želi li nešto posebno, na što je ona odgovorila: 
»Ove godine – tražim haljinu za vjenčanje.«
Magazin Maxim stavio ju je 2006. godine na 22. mjesto u izboru 100 najzgodnijih djevojaka na svijetu. Godinu poslije dosegla je 19. mjesto, ali sa svojom grupom Pussycat Dolls. Ponovno je 2009. godine sama zauzela 46. mjesto. U ožujku 2008. godine pojavila se na naslovnici magazina za muškarce Men's Fitness.

## Diskografija
- Killer Love (2011)

### Singlovi
- 2007.: "Whatever U Like" (Nicole Scherzinger featuring T.I.)
- 2007.: "Baby Love" (Nicole Scherzinger featuring will.i.am)
- 2007.: "Supervillain" (Nicole Scherzinger featuring Mad Scientist)
- 2007.: "Puakenikeni" (Nicole Scherzinger featuring Brick & Lace)
- 2010.: "Poison"
- 2011.: "Don't Hold Your Breath"
- 2011.: "Right There" (Nicole Scherzinger featuring 50 Cent)

### Gostujući singlovi
- 2006.: "Lie About Us" (Avant featuring Nicole Scherzinger)
- 2006.: "Come to Me" (Diddy featuring Nicole Scherzinger)
- 2007.: "You Are My Miracle" (Vittorio Grigolo featuring Nicole Scherzinger)
- 2008.: "Scream" (Timbaland featuring Keri Hilson & Nicole Scherzinger)
- 2009.: "Jai Ho! (You Are My Destiny)" (A. R. Rahman & Pussycat Dolls featuring Nicole Scherzinger)
- 2010.: "We Are the World 25 for Haiti" (Artists for Haiti) – Dobrotvorna pjesma za stradale u potresu na Haitiju 2010. godine

### Gostujući nastupi
- 2001.: "I Saw You" (F.O.B. featuring Nicole Scherzinger)
- 2001.: "I'm Getting There" (F.O.B. featuring Nicole Scherzinger)
- 2003.: "I'll Be Your Love" (Yoshiki featuring Nicole Scherzinger)
- 2005.: "Supa Hypnotic" (Shaggy featuring Nicole Scherzinger)
- 2005.: "Don't Ask Her That" (Shaggy featuring Nicole Scherzinger)
- 2005.: "If You Can't Dance (Slide)" (Will Smith featuring Nicole Scherzinger)
- 2007.: "Papi Lover" (Daddy Yankee featuring Nicole Scherzinger)
- 2007.: "Fire" (50 Cent featuring Young Buck & Nicole Scherzinger)
- 2008.: "Freak With You" (Erre XI featuring Arcangel & Nicole Scherzinger)
- 2009.: "Until U Love U" (Pussycat Dolls)
- 2009.: "Hotel Room Service (Remix)" (Pitbull featuring Nicole Scherzinger)
- 2010.: "Baby Can't Drive" (Slash featuring Alice Cooper, Nicole Scherzinger, Steven Adler & Flea)
- 2010.: "Heartbeat" (Enrique Iglesias featuring Nicole Scherzinger)
- 2011.: "Coconut Tree" (Mohombi featuring Nicole Scherzinger)

## Filmografija

### Televizija
| Godina | Naziv                  | Uloga                   | Bilješke                         |
| ------ | ---------------------- | ----------------------- | -------------------------------- |
| 2003   | Half & Half            | Jasmin                  |                                  |
| 2003   | My Wife & Kids         | Veronica                | The Kyles Go to Hawaii: Part 1,2 |
| 2010   | The X Factor           | Gostujući sudac         | sedma sezona, druga epizoda      |
| 2010   | Dancing with the Stars | Natjecatelj i pobjednik |                                  |
| 2010   | How I Met Your Mother  | Jessica Glitter         | 1 episoda, "Glitter",            |
| 2011   | Big Time Rush          | Ona sama                | 1 Episoda                        |
| 2011   | The X Factor           | Ona sama                | Sudac, Sezona 1 - (2011–)        |

### Filmovi
| Godina | Naziv                   | Uloga                   | Bilješke          |
| ------ | ----------------------- | ----------------------- | ----------------- |
| 2003   | Love Don't Cost a Thing | Djevojka sa šampanjacem |                   |
| 2003   | Chasing Papi            | Miss Puerto Rica        |                   |
| 2012   | Men in Black III        | Lily                    | U pred-produkciji |

## Nagrade i nominacije
| Godina | Nominirano djelo   | Nagrada                    | Kategorija                      | Rezultat   |
| ------ | ------------------ | -------------------------- | ------------------------------- | ---------- |
| 2010   | Nicole Scherzinger | Virgin Media Music Nagrade | Najzgodnija ženska slavna osoba | nominacija |
| 2011   | Nicole Scherzinger | Talijanske TRL Nagrade     | Najbolji izgled                 | nominacija |

## Vanjske poveznice
- Službena stranica  Arhivirana inačica izvorne stranice od 17. rujna 2012. (Wayback Machine)
- Nicole Scherzinger na Twitteru
- Nicole Scherzinger na MySpaceu
- Nicole Scherzinger na Internet Movie Databaseu